# Денисенко, Анна Михайловна
Анна Михайловна Денисенко (родилась 14 октября 1989) — белорусская футболистка, полузащитник (футбол) ЖФК «Днепр».

## Клубная карьера
Футбольную карьеру начала в 2010 году в «Надежде-СДЮШОР № 7». Дебютировала за могилёвский клуб 10 апреля 2010 в победном (6:0) домашнем поединке первого тура Чемпионата Белоруссии против «Виктории» (Вороново). Анна вышла на поле в стартовом составе и отыграла весь матч. Дебютным голом за «Надежду» отметилась 7 июня 2010 года на 73-й минуте победного (4:1) выездного матча 10-го тура Чемпионата Белоруссии против «Виктории» (Вороново). Денисенко вышла на поле в стартовом составе, а на 90-й минуте её заменила Марина Чеботар. В команде сыграла два сезона, отметилась 19 голами в 49 матчах чемпионата.
В 2012 году уехала на Украину, где подписала контракт с «Жилстроем-1». Дебютировала за харьковский клуб 21 апреля 2012 года в ничейном (1:1) выездном поединке 1-го тура Высшей лиги против донецкой «Дончанки». Анна вышла на поле в стартовом составе и отыграла весь матч. Дебютным голом за «Жилстрой-1» отметилась 16 июня 2013 на 19-й минуте победного (11:0) домашнего поединка 7-го тура Высшей лиги против «Атекс-СДЮШОР-16». Денисенко вышла на поле в стартовом составе, а на 58-й минуте её заменила Елена Земляная. В футболке «Жилстроя» четыре раза становилась победительницей чемпионата Украины и трижды выигрывала кубок Украины. Всего же в футболке харьковского клуба в чемпионатах Украины сыграла 53 матча и отметилась четырьмя голами.
В 2016 году вернулась в Белоруссию, где вместе со своей сестрой подписала контракт с «Надеждой-СДЮШОР № 7» (Могилёв). Дебютировала за могилёвский коллектив 17 апреля 2016 в победном (4:0) выездном поединке 1-го тура Премьер-лиги против «Немана». Анна вышла на поле в стартовом составе, а на 66-й минуте её заменила Татьяна Гавриленя. В команде сыграла один сезон, за это время в Чемпионате Белоруссии провела 17 матчей, отметилась 5 голами.
В марте 2017 вместе с сестрой перешла в «Зорку-БДУ». Дебютировала за новую команду 23 апреля 2017 в проигранном (1:3) выездном поединке первого тура Чемпионата Белоруссии против «Минска». Анна вышла на поле в стартовом составе и отыграла весь матч. Дебютным мячом за «Зорку-БДУ» отметилась 5 мая 2017 на 22-й минуте победного (6:0) домашнего поединка 3-го тура Чемпионата Белоруссии против «Бобруйчанки». Денисенко вышла на поле в стартовом составе и отыграла весь матч. В команде провела один сезон, за это время в чемпионате отметилась 6 голами в 18 матчах.
Перед началом сезона 2018 году вернулась в «Надежду-СДЮШОР № 7». Дебютировала за могилёвский коллектив 21 апреля 2018 в победном (3:0) выездном поединке второго тура Чемпионата Белоруссии против «Славянки». Анна вышла на поле в стартовом составе и отыграла весь матч, а на 90+2-й минуте отметилась дебютным голом за «старую новую» команду.

## Карьера в сборной
Вызывалась в состав национальной сборной Беларуси. Единственный матч за сборную сыграла 21 сентября 2013 в выездном поединке квалификации чемпионата мира против Англии, в котором белоруски потерпели разгромное поражение - 0:6.

## Личная жизнь
У Анны есть сестра-близнец Юлия, также футболистка, которая выступала, в частности, за «Жилстрой-1».

## Достижения
- Чемпионат Украины
  - Чемпион (4): 2012, 2013, 2014, 2015
- Кубок Украины
  - Обладатель (1): 2013, 2014, 2015
- Премьер-лига
  - Вице-чемпион (1): 2017
- Кубок Беларуси
  - Финалист (1): 2017
- Суперкубок Беларуси
  - Обладатель (1): 2017